# Powiat Rużomberk
Powiat Rużomberk (słow. okres Ružomberok) – słowacka jednostka podziału administracyjnego znajdująca się na obszarze historycznego regionu Liptów w kraju żylińskim. Powiat Rużomberk zamieszkiwany był przez 59 148 obywateli (w roku 2003), zajmuje obszar 647 km². Średnia gęstość zaludnienia wynosi 91,84 osób na km².